# Keith Flint
Keith Charles Flint (17 de setembro de 1969 – 4 de março de 2019) foi um membro da banda de música eletrônica britânica The Prodigy. No final dos anos 1980, ele conheceu o DJ Liam Howlett em uma rave clube e expressou o seu apreço pela música de Howlett. Após receber uma fita-demo de Liam Howlett, o lado B da fita teve algumas músicas de Liam feitas no seu estúdio caseiro "Earthbound". Keith voltou a Liam com grande entusiasmo, insistindo que Liam deveria tocar seus tracks no palco, e que ele e seu amigo Leeroy Thornhill iriam dançar para ele. Pouco depois, em 1990, ele entrou no novo projeto de Howlett, The Prodigy.
Originalmente era apenas um dancer, mas em 1996 ele foi o vocalista do single "Firestarter". O videoclipe da música mostrou um novo Flint, com visual punk. 
Essa tendência continuou com o próximo single do grupo, "Breathe", onde Flint atua novamente nos vocais. O álbum de 1997 The Fat of the Land transformou Flint no principal vocalista do grupo. 
Em 2002, o single "Baby's Got a Temper" foi lançado. Foi fortemente influenciado pelo estilo punk de Flint, que leva Howlett a depois desqualificar a canção como representante do The Prodigy. 
Sobre o próximo álbum Prodigy, "Always Outnumbered, Never Outgunned" (2004), Flint não realiza qualquer vocal, embora ele cante em uma das faixas do "Hotride".
Faleceu no dia 4 de março de 2019, tendo sido encontrado morto em sua casa. Exames confirmaram que Flint cometeu suicídio, mediante enforcamento. Antes de se matar, o cantor havia consumido álcool, cocaína e heroína.